# The Wanderer (1925)
The Wanderer is een Amerikaanse dramafilm uit 1925 onder regie van Raoul Walsh. Destijds werd de film in Nederland uitgebracht onder de titel De verloren zoon.

## Verhaal
De herder Jether is verliefd op Tisha, een priesteres van Isjtar. Hij volgt haar naar de stad Babylon en verbrast er zijn erfdeel. Wanneer het geld op is, laat Tisha hem in de steek. Bij zijn thuiskomst laat zijn vader het gemeste kalf slachten.

## Rolverdeling
| Acteur              | Personage |
| ------------------- | --------- |
| Greta Nissen        | Tisha     |
| William Collier jr. | Jether    |
| Ernest Torrence     | Tola      |
| Wallace Beery       | Pharis    |
| Tyrone Power sr.    | Jesse     |
| Kathryn Carver      | Naomi     |
| Kathlyn Williams    | Huldah    |
| George Regas        | Gaal      |
| Holmes Herbert      | Profeet   |
| Snitz Edwards       | Juwelier  |